# 邳州东站
邳州东站，是位于连徐客运专线与陇海铁路上的铁路车站，位于中华人民共和国江苏省徐州市邳州市东湖街道，建于2019年。同时在2022年邳州站停运后，本站承接了原邳州站停靠的普速列车。

## 历史
- 始建于2019年，2021年2月8日正式投入使用。
- 2022年5月，邳州东站接入陇海铁路，自2022年10月16日起，开始办理普速列车乘降业务，原陇海铁路邳州站停运[2][3]。